# Thai Nguyen (provincie)
Thai Nguyen (vietnamsky Thái Nguyên) je provincie na severu Vietnamu. Žije zde přes 1 milion obyvatel, hlavní město je Thai Nguyen.

## Geografie
Provincie leží na severu Vietnamu. Provincie je převážně hornatá a díky tomu zde žije mnoho etnik. Sousedí s provinciemi Lang Son, Bac Kan, Tuyen Quang, Vinh Phuc, hlavním městem Hanojí a Bac Giang.